# STS-93

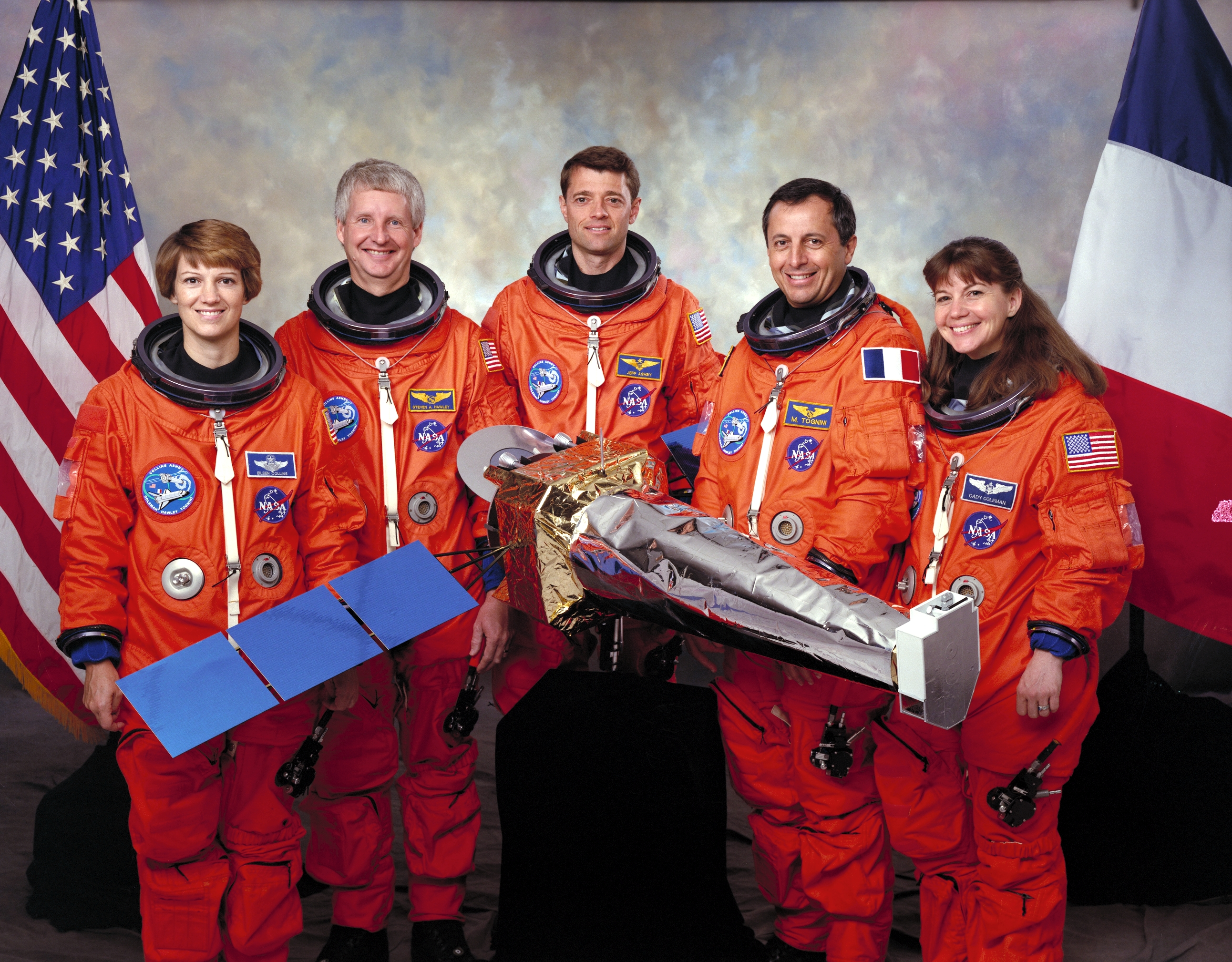
Екіпаж STS-93: (Ліворуч-праворуч): Коллінз, Хоулі, Ешбі, Тоніні, Коулмен

STS-93 — 95-й запуск за програмою «Спейс Шаттл», 26-й запуск шатла «Колумбія», і 21-й нічний запуск космічного корабля. Ейлін Коллінз стала першою жінкою трансфер-командувач на цьому польоті. Його основне корисне навантаження — рентгенівська обсерваторія Чандра. Це не була також остання місія «Колумбії» до березня 2002 року. У цей проміжок часу «Колумбія» вибула з експлуатації на термін модернізації, і не літала до польоту STS-109. Запуск був спочатку запланований на 20 липня, але перерваний в Т-7 секунд. Успішний запуск польоту стався через три дні.

## Екіпаж
В екіпажі шатла четверо американських і один французький астронавт
- (НАСА): Айлін Коллінз (3)[1] — командир.
- (НАСА): Джеффрі Ешбі (1) — пілот.
- (НАСА): Кетрін Коулмен (2) — фахівець польоту −1.
- (НАСА): Стівен Хоулі (5) — фахівець польоту −2, бортінженер.
- (CNES) : Мішель Тоніно (2) — фахівець польоту −3.

## Параметри польоту
- Маса апарата
  -  При старті — 122 536 кг.
  -  При посадці — 99 783 кг.
- Вантажопідйомність — 22 781 кг.
- Нахил орбіти — 28,5°.
- Період обертання — 90,0 хв.
- Перигей  — 260 км.
- Апогей  — 280 км.

Авторитетний американський космічний експерт з Гарвард-Смітсонівського центру астрофізики Джонатан Макдауелл в черговому номері свого «Космічного звіту» (англ. Jonathan's Space Report або JSR) заявив, що офіційні дані про стартову і посадкову маси STS-93 некоректні. Згідно з його оцінками, стартова маса дійсно могла бути 122536 кг (таким чином, вона є найбільшою за 19 років польотів), але при заявленій вантажопідйомності не зрозуміло, куди поділося паливо, витрачене на маневрування при виведенні, корекції та сході з орбіти, маса скинутих за борт відходів.

## Чандра

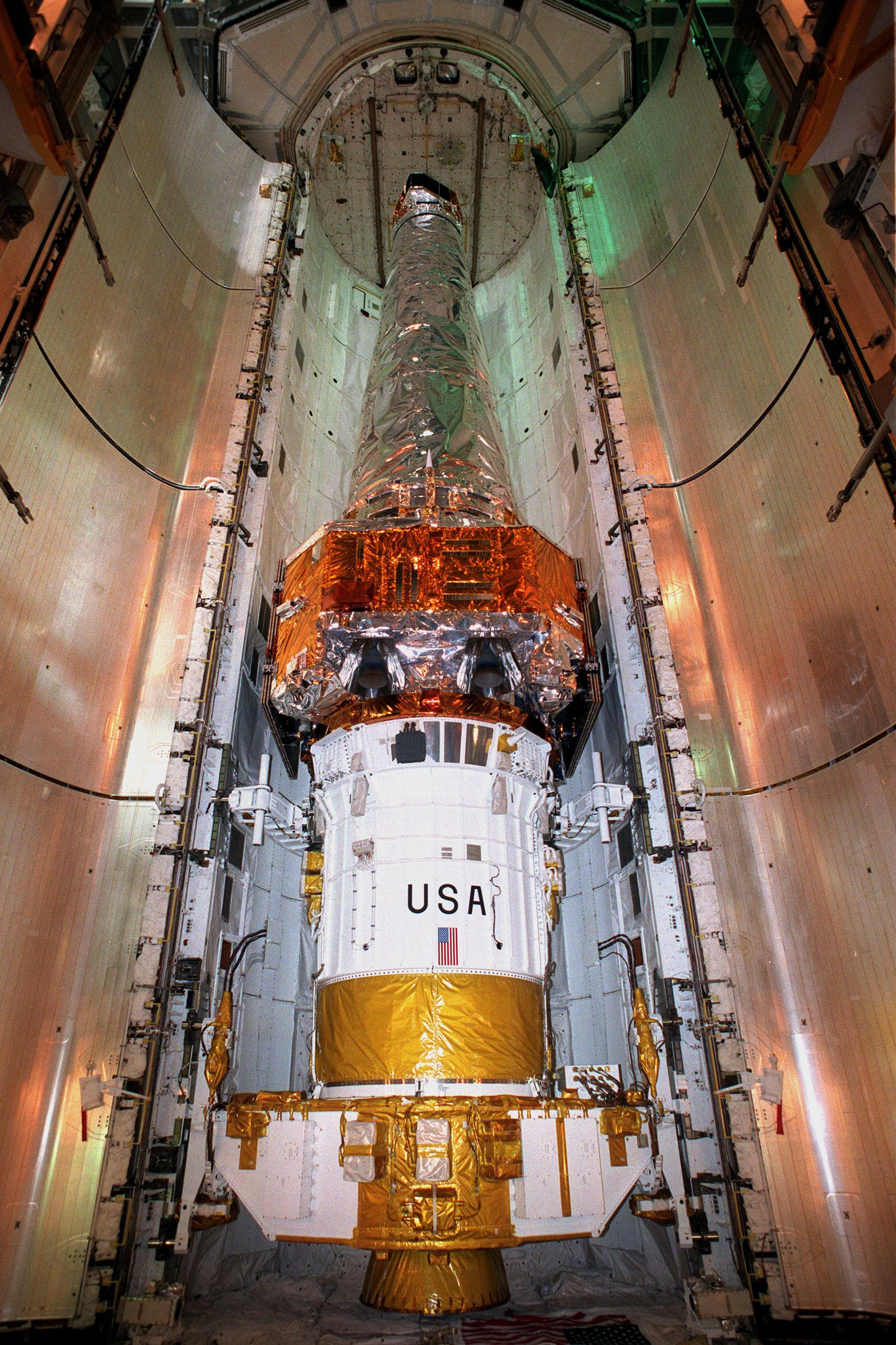
Обсерваторія «Чандра» з розгінним блоком (IUS) у вантажному відсіку «Колумбії», 17 липня 1999 року.

Космічна рентгенівська обсерваторія «Чандра» (20 років обсерваторія була відома під ім'ям «AXAF», а 21 грудня 1998 року була офіційно перейменована на честь астрофізика Субрахманьяна Чандрасекара найпотужнішим рентгенівським телескопом у світі і займає третє місце в серії «Великих обсерваторій» НАСА (перші два місця займають «Габбл» і гамма-обсерваторія Комптона відповідно).
Створення чутливого рентгенівського телескопа було задумано в 1976 році, проте саме проєктування «AXAF» (англ. Advanced X - Ray Astrophysics Facility) почато тільки в 1978 році. За 20 років проєкт зазнав змін (у 1992 році, з метою зменшення витрат, проєкт AXAF був розділений на два менших за розміром КА), остаточна збірка була завершена 4 березня 1998 року. КА «Чандра» має довжину 11,8 м і діаметр — 4,27 м. Суха маса 4790 кг (повна — 5865 кг, включаючи 977 кг палива для бортової рухової установки і 4,5 кг газу для її наддуву). Апарат складається з трьох основних компонентів: службового борту, модуля наукових приладів і телескопа.
Під керівництвом замовника, Космічного центру імені Маршалла (MSFC), для управління і контролю над роботою обсерваторії в складі Смітсоніанської астрофізичної обсерваторії у Кембриджі (штат Массачусетс) були створені спеціальний науковий центр AXAF (англ. AXAF Science Center, ASC) і центр управління операціями (англ. Operations Control Center, OCC). Разом ASC і OCC утворюють єдиний Центр рентгенівської обсерваторії Чандра (англ. Chandra X - Ray Observatory Center, CXC).
Відділення «Чандра» відбулося 23 липня о 11:47 UTC, і о 13:47 КА успішно вийшов на орбіту.